# Красный Камень (скала)
Кра́сный Ка́мень, Гелин-Кая (укр. Червоний Камінь, крымскотат. Qızıl Taş, Къызыл Таш) — скала в Гурзуфской долине на Южном берегу полуострова Крым (Большая Ялта), расположенная на высоте 430 метров над уровнем моря, сложенная из мраморовидного известняка розовато-жёлтого цвета, природно-геологический памятник с 1969 года. В Российской федерации Особо охраняемая природная территория.

## Описание
Скала, давшая ныне название селу, ранее называлась Гелин-Кая — эллинская скала. Это же название получило укрепление на скале — феодальный замок, возникший в XII веке, к вотчине которого относилось селение. Позже замок-исар входил в состав княжества Феодоро, являясь пограничным с владениями генуэзцев.
Вокруг скалы расположены виноградники, сразу у подножия находится пруд, а чуть ниже посёлок Краснокаменка (до 1948 года Кызылташ), получивший своё название от скалы. С западной стороны скалу омывает речка Путамиш. Площадка на вершине скалы длиной 120 м и шириной 50 м с трёх сторон имеет крутые обрывистые склоны, высота которых достигает 70 м. Попасть на вершину можно только с северной её стороны, по крутой тропинке, которая в древности была узкой дорогой. Также скала используется для скалолазания.

## Галерея

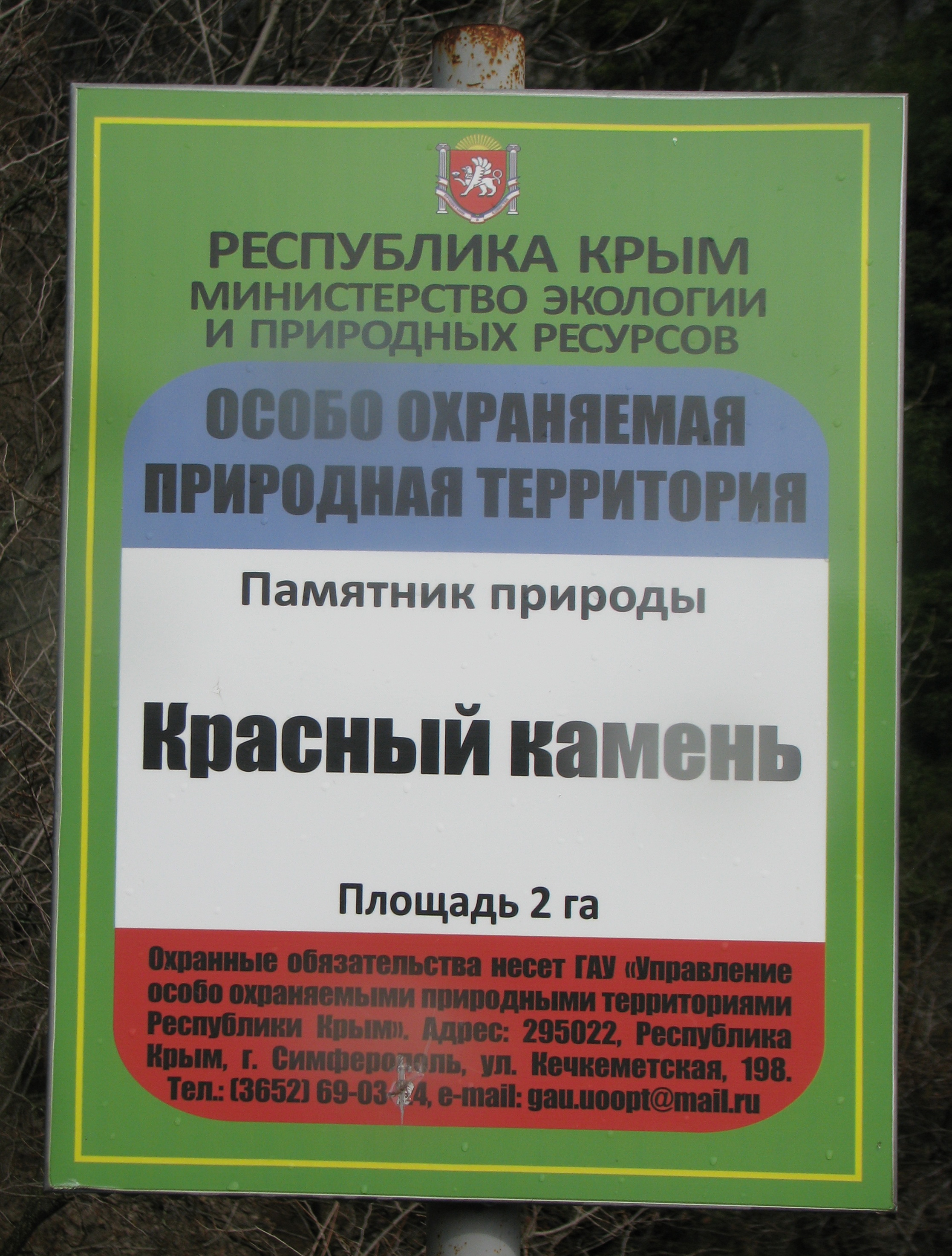
Табличка ООПТ
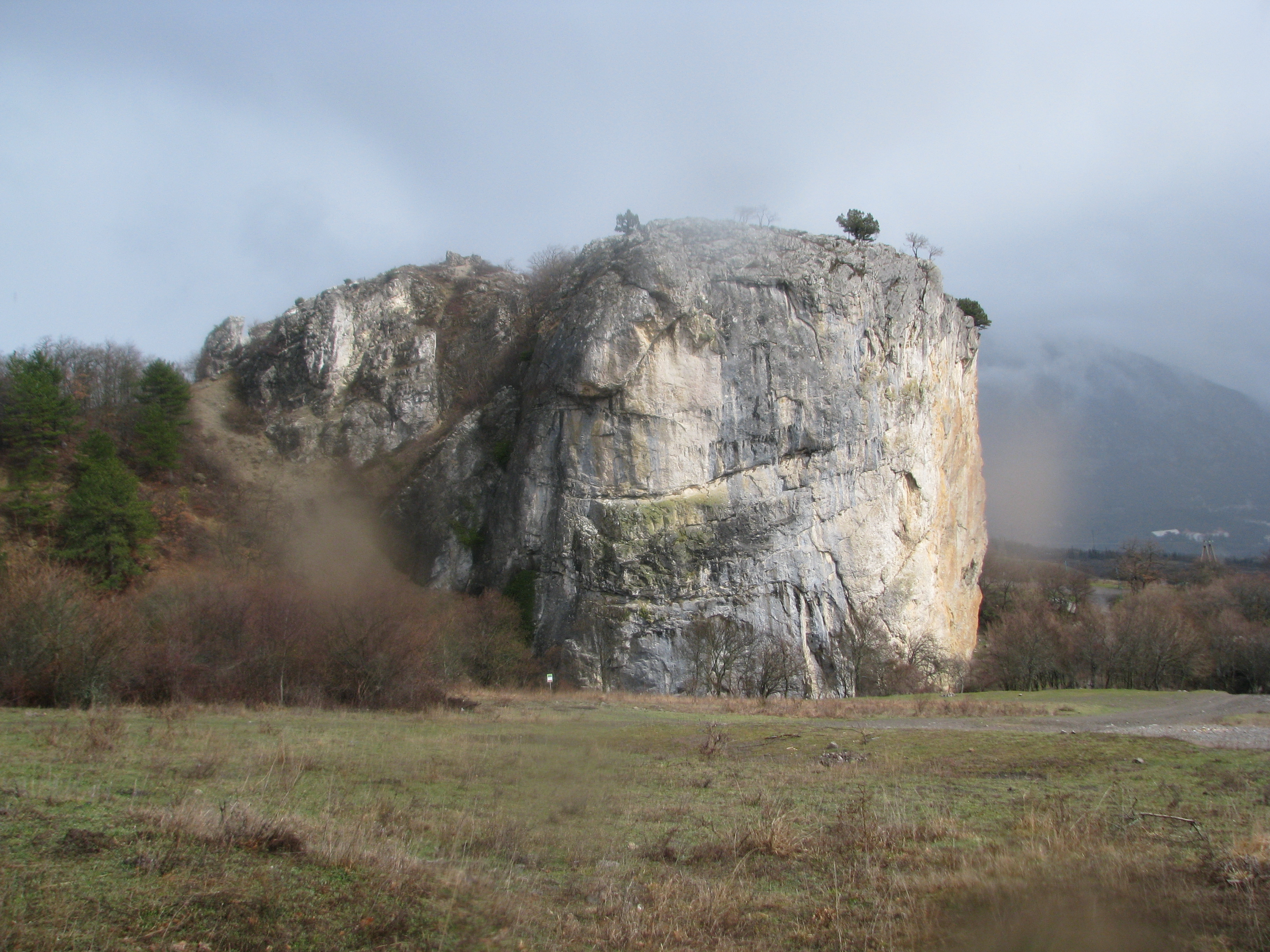
Кизилташ, ранее Гелин-Кая. Фото А. Трифонова
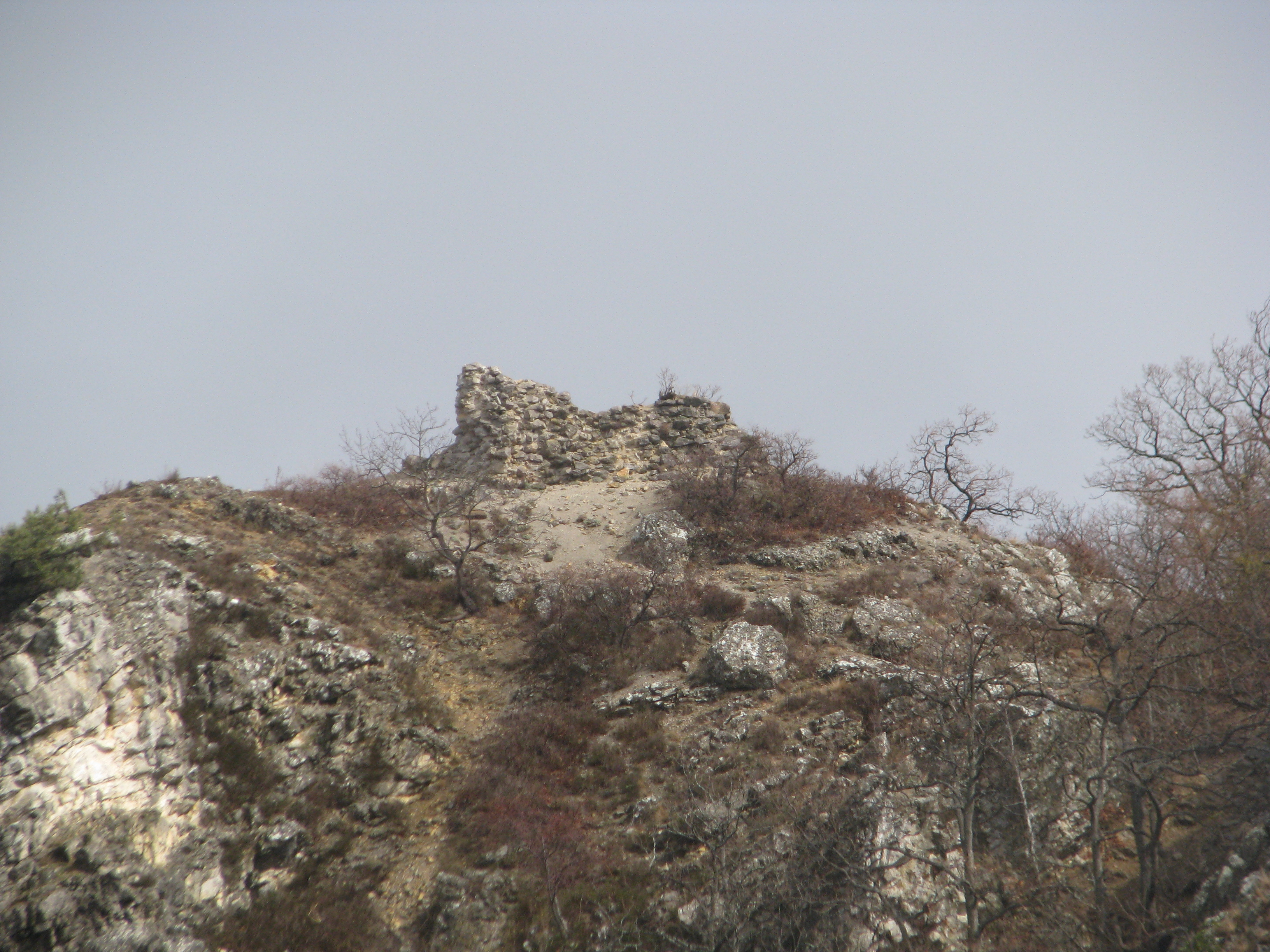
Исар на вершине. Фото А. Трифонова
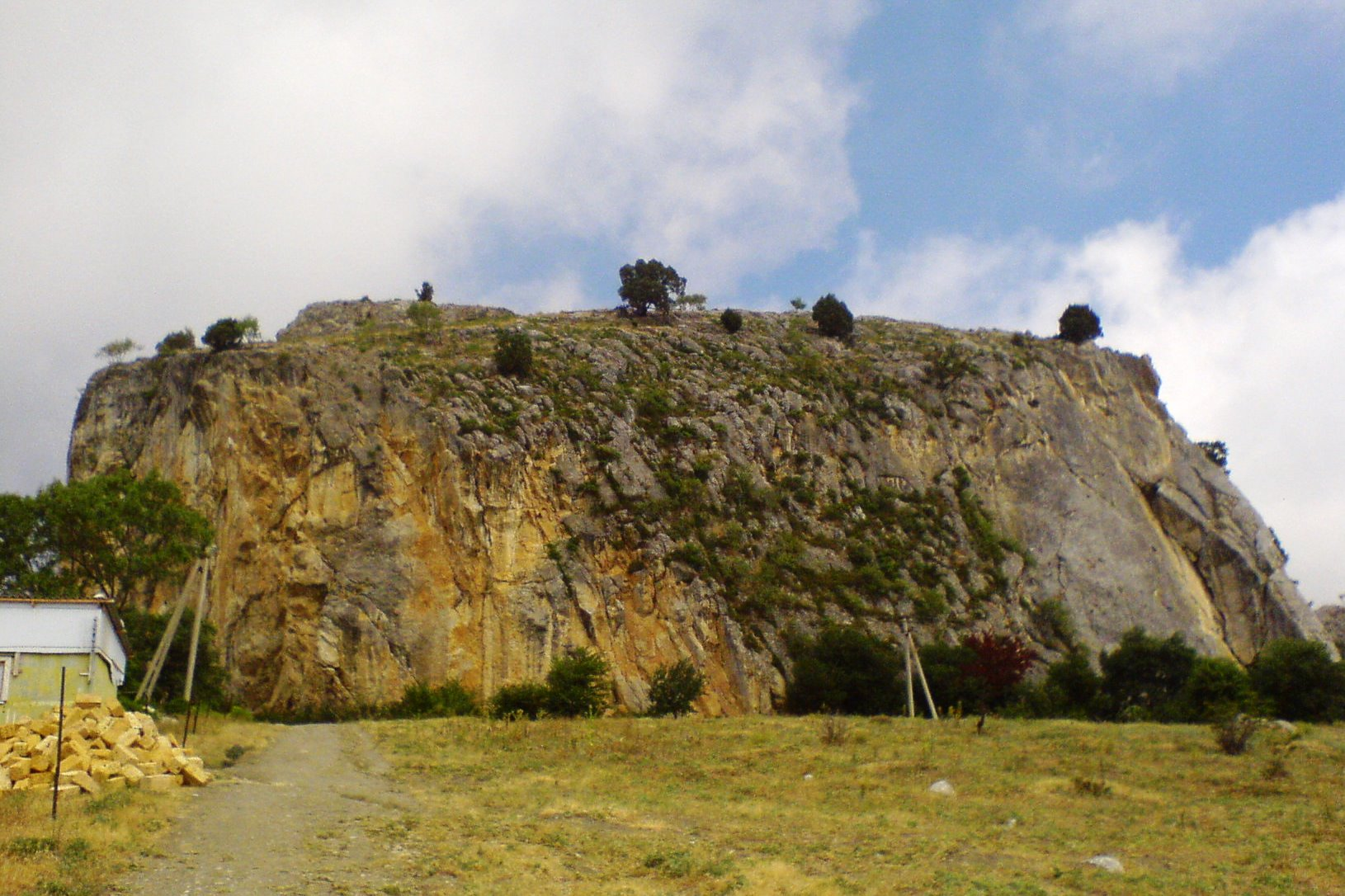
Вид на скалу с посёлка Краснокаменка

## История
Как свидетельствуют археологические исследования, в средние века на вершине Красного Камня находилось небольшое дозорное укрепление.
В районе Красного Камня выращивают виноград сорта белый мускат. Из произрастающего исключительно в этом районе винограда знаменитый советский винодел А. А. Егоров создал в 1944 году вино «Мускат Белый Красного Камня».
Также на ней снимались некоторые сцены фильма «Королевство кривых зеркал».